# السيدة رعي

يتم إنشاء مقالات مشابهة بكثرة لنفي او تشتيت حقيقة ان الملكة احمس نفرتاري كانت ذات بشرة سوداء. مومياء الملكة (في الصورة) يظهر الطراز الأفريقي البحت في تسريحة الشعر. مازالت النساء في الحبشة وجنوب أفريقيا يتزينن على نفس الطراز.

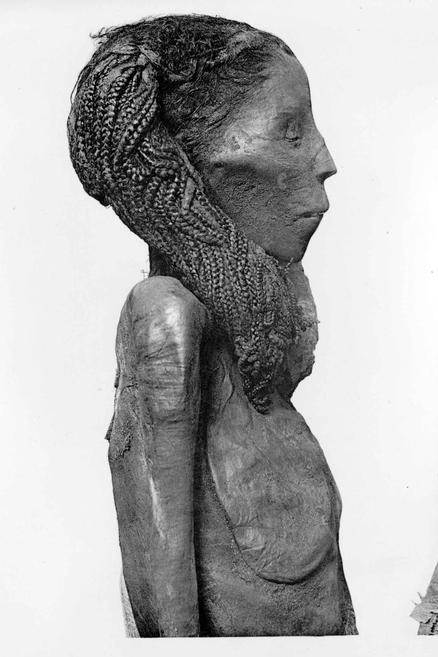
منظر جانب للمومياء الملكة احمس نفر تاري بالمتحف المصري.

هذه الصورة في الأصل هي صورة مومياء الملكة نفر تاري استنادا الى ارشيف المتحف القومي المصري حيث تظهر الملكة نفر تاري بشعر مجدّل على الطراز الأفريقي ، النوبي او الحبشي.
السيدة رعي (حوالي 1570/1560 - 1530 قبل الميلاد) كانت امرأة مصرية قديمة عاشت في أوائل الأسرة 18 عملت كخادمة للملكة أحمس-نفرتاري زوجة الملك أحمس الأول.
تم اكتشاف موميائها بداخل مقبرة 320 بطيبة في عام 1881،يقدر أنها كانت في الثلاثينيات من عمرها وقت وفاتها.المومياء تم فكها من قبل إليوت سميث في عام 1909 حيث وصفها بأنها "المثال الأكثر مثالية من التحنيط الذي جاء إلينا منذ وقت مبكر من الأسرة 18 ، أو ربما حتى في أي فترة." كما وصفها بأنها "الأقل حظاً" من المومياوات الحالية، ووصفها بأنها "امرأة نحيفة، ويبلغ طولها 1 متر 510 ملم، مع أيدي "طفولية" صغيرة.
في عام 2009،كشف التصوير المقطعي المحوسب الذي أجراه فريق طبي بأن السيدة رعي كان لديها قوس الأبهر مريض، وبالتالي فهي أقدم مومياء معروفة مع وجود دليل على تصلب عصيدي.
تم العثور على مومياء أحمس إنحابي، وهي أميرة وملكة من أواخر الأسرة 17 والتي كانت عمة أحمس-نفرتاري ، في التابوت الخارجي للسيدة رعي.